# Bakonyszentkirály
Bakonyszentkirály (vyslovováno [bakoňsentkiráj], německy Deutschkönigsdorf) je vesnice v Maďarsku v župě Veszprém, spadající pod okres Zirc. Nachází se asi 13 km severovýchodně od Zirce. V roce 2015 zde žilo 839 obyvatel. Dle údajů z roku 2011 tvoří 79,2 % obyvatelstva Maďaři a 1,1 % Němci. Název Bakonyszentkirály se skládá ze dvou názvů: Bakony, což je maďarský název Bakoňského lesa, a Szentkirály, což doslovně znamená "svatý král".
Sousedními vesnicemi jsou Bakonyoszlop, Bakonyszentlászló, Csesznek, Réde a Veszprémvarsány.